# 宝持院 (草加市)
宝持院（ほうじいん）は、埼玉県草加市にある真言宗豊山派の寺院。

## 歴史
創建年代は不明であるが、本尊の十一面観音の銘文より、その製作年が「享保五年（1720年）」であること、享和年間（1801年 - 1804年）に火災に遭って古文書を失ったという記録から、江戸時代中期までには既に存在していたものと推測される。当寺公式サイトでは「江戸時代初めに建立された寺院」としている。
現在の本尊は十一面観音であるが、1720年（享保5年）以前は不動明王であったと伝えられている。旧本尊の不動明王は不動堂に安置されている。
1939年（昭和14年）、これまで西新井大師の総持寺の末寺であったが、同宗派総本山の長谷寺に変更した。

## 交通アクセス
- 東武伊勢崎線谷塚駅より徒歩7分（経路案内）。